# Batalla del Toix
La batalla del Toix fou un fet d'armes de la Tercera guerra carlina, pel qual les forces carlines de Francesc Savalls derrotaren la columna governamental del general Eduard Nouvilas a la serra del Toix, entre Oix i Castellfollit de la Roca. El fet tingué lloc el 14 de març de 1874 i hi perderen la vida 200 soldats. Com a conseqüència de l'acció, Olot va capitular al setge carlí.

## Antecedents
A inicis de l'any 1874, les tropes carlines dirigides per Rafael Tristany van iniciar una ofensiva a la Catalunya interior i van conquerir successivament Vic i Manresa. Això va suposar controlar una extensa i rica zona de l'interior del país que permetia el manteniment de la tropa. Després de la caiguda d'aquestes ciutats, els carlins van fixar-se com a objectiu la conquesta d'Olot. Els carlins, sota el comandament de Francesc Savalls, assetjaven Olot des del mes de desembre de 1873 i en ser una vila prou important i prop de la frontera, les tropes governamentals van intentar realitzar algun moviment per mantenir-la. Per aquesta raó, el general Nouvilas fa formar una columna per auxiliar aquesta ciutat i lliurar-la del setge. La columna que va sortir de Girona pel pont de l'Onyar estava formada per 2500 homes; repartits en dos batallons de caçadors Arapiles i Barcelona; dos batallons del Regiment de Cadis i de Navarra, un esquadró de cavalleria d'Alcantara i tres companyies de carrabiners. La columna va fer nit a la població d'Argelaguer el dia 13 de març. Aquell vespre, el general Nouvilas va saber que els carlins havien fortificat el pas de Castellfollit de la Roca i per tal d'evitar la topada va decidir fer marrada per Tortellà per anar tot seguit cap al pont del Llierca, la muntanya de Santa Bàrbara i la serra del Toix i arribar a Olot per Sant Joan les Fonts. Quan la columna va passar per Tortellà se li van afegir 120 voluntaris de la Llibertat d'aquesta vila, ja que tenien comptes pendents amb Savalls que, un any abans, havia atacat el poble i intentat incendiar-lo.

## Desenvolupament de la batalla
El carlins però van saber de l'arribada de la columna i la seva ruta i van preparar una emboscada agafant posicions a la serra del Toix, Montpetit, Montmajor, les serres de la Creu, Puig de Vivers, Canadell i les altures del Cos. Savalls va enviar Galceran de Sadernes arreplegar totes les seves forces de la zona de Castellfollit amb alguns reforços de partides de Mieres i de Santa Pau. També van recórrer les cases de pagès de la zona per avisar-los que tanquessin el bestiar i s'estiguessin dins de les cases. Quan a mitja tarda la columna lliberal, cansada del camí va arribar al Toix i va començar a baixar per la falda de la muntanya, els carlins que els envoltaven van començar a disparar. Es van veure sorpresos per un foc enemic molt intens en una zona que aleshores estava sense la protecció del bosc. Algunes forces governamentals van aconseguir arribar un altre cop al cim del Toix i carregar els quatre moderns canons Krupp que duien però van ser reduïts després d'una càrrega de baioneta. Quan va saber del combat, l'alcalde d'Olot va sortir de la ciutat amb dos-cents voluntaris per afegir-se a la lluita, però a la serra de Vivers va trobar-se amb una gran quantitat de carlins i va haver de tornar a la ciutat. Prop d'allí, des de la torre de Canadell el general Savalls va assegurar que aquella nit soparia amb el general Nouvilas. La lluita fou acarnissada i va durar fins a la nit, moment en què el gruix de les tropes, uns 1000 soldats, junt amb el seu general i el seu fill es van rendir. Alguns soldats van poder fugir camí de França o van poder arribar a Olot. Van morir-hi 200 soldats i els carlins van aconseguir un botí de 4 canons, 150 cavalls, 2000 fusells, munició i una caixa de 70.000 duros. Van acabar fent 1800 presoners. Els 33 voluntaris de la Llibertat de Tortellà capturats foren afusellats al camp del Candell, prop de Besalú. Els soldats morts i nus foren carregats amb carretes i traslladats al cementiri de Montagut, on varen sepultar-los en una fossa comuna. Quan a Olot van arribar les notícies de la batalla, van oferir la capitulació i els carlins van entrar a la ciutat sense resistència. Posteriorment, el mes de juliol, va executar 196 militars entre caps, oficials, suboficials, soldats i membres del cos de carrabiners.
En una recerca de 2022 s'han fet diverses troballes, en particular bales de tipus Berdan, al camp de batalla de la Serra del Toix.